# About (charpente)
Pour les articles homonymes, voir About.

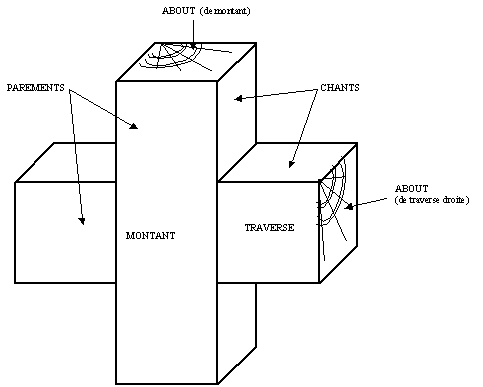
Parties d'un assemblage : montant, traverse, chant, abouts.

L’about est un terme de charpenterie désignant l’extrémité façonnée d’une pièce de bois.
En menuiserie, l'about est la partie perpendiculaire au sens du fil du bois.
Extrémité d'une pièce taillée pour être assemblée à une autre.